# Ephesia separans
Ephesia separans är en fjärilsart som beskrevs av John Henry Leech 1889. Ephesia separans ingår i släktet Ephesia och familjen nattflyn. Inga underarter finns listade i Catalogue of Life.